# Körösfő község
Körösfő község (románul: Comuna Izvoru Crișului) község Kolozs megyében, Romániában. Központja Körösfő, beosztott falvai Kalotanádas, Nyárszó, Sárvásár.

## Fekvése
Kolozs megye nyugati részén található, Kolozsvártól 43, Bánffyhunyadtól 7 kilométerre. A DN1 főúton közelíthető meg. Szomszédja északon Szilágy megye, délen Magyargyerőmonostor község, keleten és délkeleten Egeres község és Magyarkapus község, nyugaton Bánffyhunyad város és Kalotaszentkirály község.

## Népessége
1850-től a népesség alábbiak szerint alakult:
| Lakosok száma | 1390 | 1939 | 2298 | 2651 | 2579 | 2443 | 1780 | 1651 | 1632 | 1424 |
|               | 1850 | 1880 | 1900 | 1930 | 1941 | 1977 | 1992 | 2002 | 2011 | 2021 |

A 2011-es népszámlálás adatai alapján a község népessége 1632 fő volt, melynek 79,04%-a magyar, 19,85%-a román. Vallási hivatartozás szempontjából a lakosság többsége református (77,63%), emellett élnek a községben ortodoxok (19,24%).

## Nevezetességei
A község területéről az alábbi épületek szerepelnek a romániai műemlékek jegyzékében:
- a kalotanádasi Szent arkangyalok fatemplom (LMI-kódja CJ-II-m-B-07718)
- a körösfői református templom (CJ-II-m-B-07685) Árkádos, négyfiatornyos fatoronysisakkal elátott tornyát Debreczeni László a legszebb kalotaszegi templomtoronyként írta le. Építésének éve ismeretlen, valamikor a 18. század folyamán készülhetett. Az 1830-as években a templomot és a tornyot is felújították. A toronyban 1788-ban és 1858-ban öntött harangok találhatók.

## Híres emberek
- Körösfőn született Péntek János nyelvész, néprajzkutató.
- Sárvásáron született Lakatos István (1904–1993) közíró, a romániai Szociáldemokrata Párt magyar tagozatának elnöke.